# Breitling

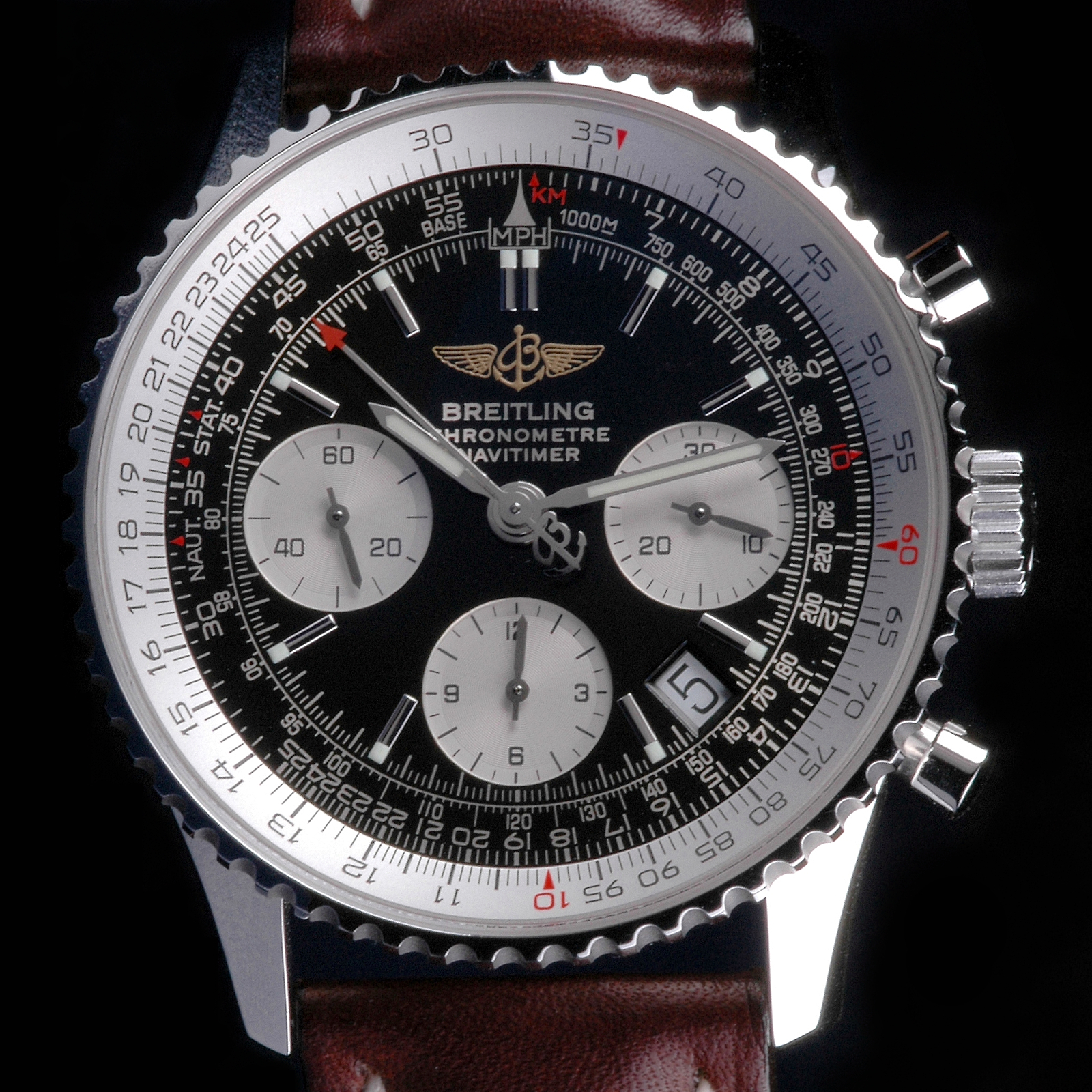
Breitling Navitimer на основі калібру ETA 7750

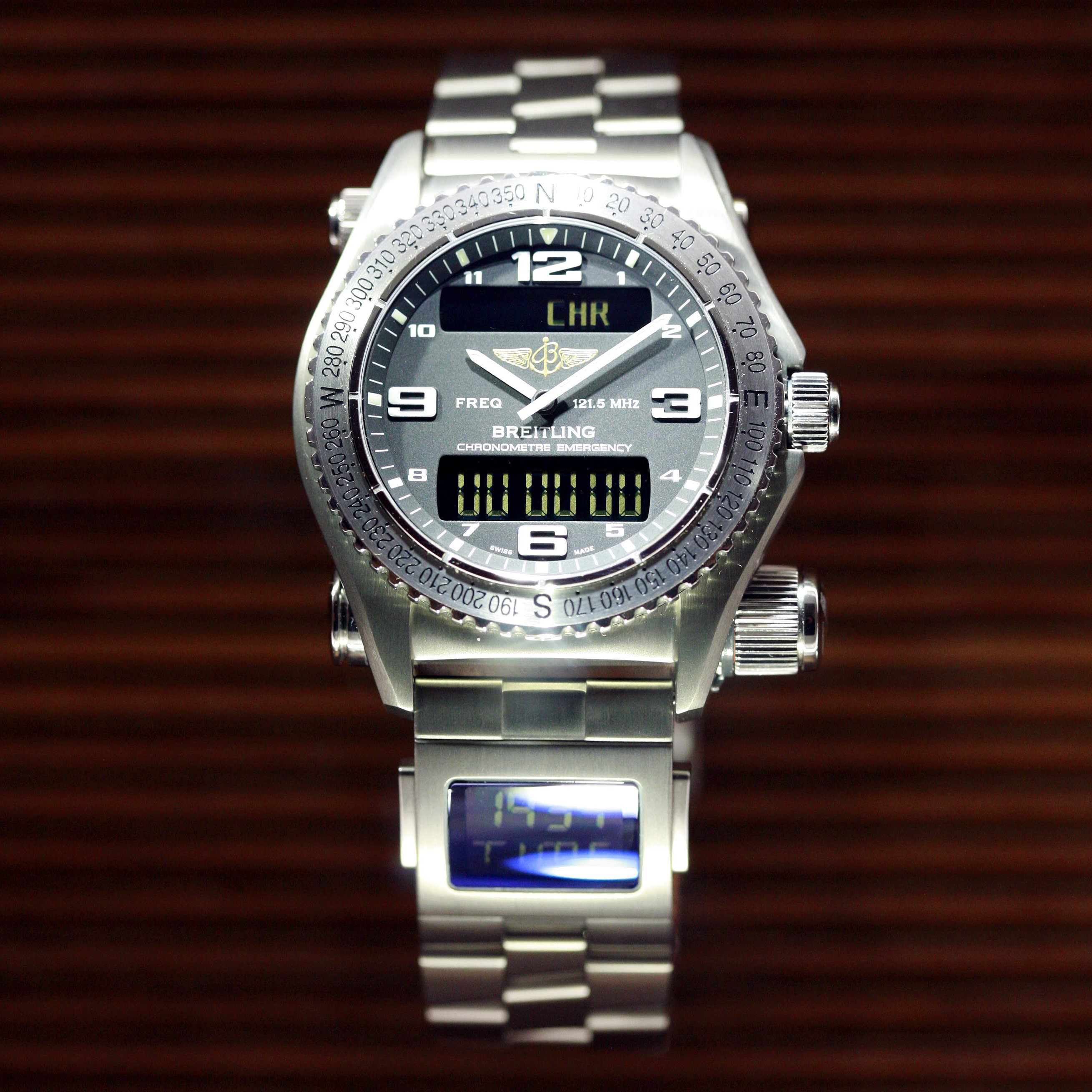

Breitling — компанія і однойменна торгова марка, під якою випускаються всесвітньо відомі швейцарські годинники. Отримала назву за прізвищем засновника — Леона Брайтлінга (Léon Breitling, 1860—1914).
Історія компанії почалася в 1884 році, коли в місті Сент-Ім'є молодий німець Леон Брайтлінг відкрив власну годинникову майстерню з виробництва хронографів. Через 12 років фірма переїхала в Ла-Шо-де-Фон, який вважається «столицею» годинникарів. Після смерті засновника його справу успадкував син Гастон, а згодом і внук Віллі. Заслугою Гастона стало винахід хронографа з незалежною кнопкою управління і секундоміра, точність якого становила 1/10 сек. Віллі став творцем унікальних моделей Navitimer і Chronomat та продовжив розвивати ідею хронографа для авіації. Після того, як Віллі підписав контракт з Британським повітряним Міністерством, він розпочав випускати годинники для Королівських Повітряних сил. Згодом було підписано ще багато договорів зі світовими авіаційними компаніями.
В 1940 до хронометрів Breitling було додано логарифмічну лінійку, яка дозволяла пілоту швидко виконувати прості обчислення. Рішення було захищене патентом США 1940 року, в 1941 були випущені перші хронометри з логарифмічною лінійкою. Лінійку було виконано у вигляді двох логарифмічних шкал навколо циферблату, одна з яких могла обертатися. За допомогою такого пристрою стало можливим переводити милі в кілометри, літри в галони тощо.
27 серпня 1979 року, коли у Швейцарії, в тому числі внаслідок бурхливого розвитку мікроелектронної промисловості в Японії, почалася промислова криза, Віллі Брайтлінг був змушений продати компанію. Її новими власниками стали Теодор і Ернест Шнайдери. Вони зуміли зберегти провідний стиль годинників Breitling — зв'язок з аеронавтикою, — Ернест Шнайдер був не тільки часовим майстром, але й пілотом. Саме він остаточно закріпив за годинниками Breitling імідж авіаційних та репутацію неперевершеної якості і чудового дизайну. Новий власник швидко зумів зорієнтуватися в нових технічних і економічних можливостях. На початку 80-х років найбільший попит мали точніші і дешевші електронні годинники, тому у всіх моделях Breitling, ціна яких і тоді була завищеною, стали використовувати кварцові калібри. З часом мода на механічні годинники повернулася і компанія відродила традиції точних механічних хронографів.
Сучасні наручні годинники Breitling представлені чотирма лініями годинників: Navitimer, Windrider, Aeromarine і Professional. Кожна лінія має безліч моделей зі всіляким дизайном. Незмінними рисами залишаються лише великий, притаманний хронометрам, корпус, контрастна обробка і зовнішній вигляд, що імітує панель приладів літака.